# Bela Vista do Maranhão
Bela Vista do Maranhão es un municipio brasileño del estado del Maranhão. Su población estimada en 2004 era de 10.185 habitantes.